# Liste der Torschützenkönige der OFC Champions League
Die Liste der Torschützenkönige der OFC Champions League umfasst – soweit bisher eruierbar – alle Torschützenkönige des 1987 erstmals als OFC Champions Cup ausgespielten Wettbewerbes.

## Torschützenkönige
| Saison                                        | Spieler                                | Klub                              | Tore |
| --------------------------------------------- | -------------------------------------- | --------------------------------- | ---- |
| 01987                                         |                                        |                                   |      |
| 01999                                         |                                        |                                   |      |
| 02001                                         | Sasho Petrovski                        | Wollongong Wolves                 | 13   |
| 02005                                         | David Zdrilic                          | Sydney FC                         | 9    |
| 02006                                         | Benjamin Totori                        | YoungHeart Manawatu               | 7    |
| OFC Champions League                          |                                        |                                   |      |
| 02007                                         | Commins Menapi                         | Waitakere United                  | 5    |
| 2007/08                                       | James Naka Allan Pearce                | Kossa FC Waitakere United         | 9    |
| 2008/09                                       | Keryn Jordan                           | Auckland City FC                  | 8    |
| 2009/10                                       | Daniel Koprivic Kema Jack              | Auckland City FC Hekari United FC | 7    |
| 2010/11                                       | Fenedy Masauvakalo                     | Amicale FC                        | 8    |
| 2011/12                                       | Manel Expósito                         | Auckland City FC                  | 6    |
| 2012/13                                       | Sanni Issa                             | Ba FC                             | 9    |
| 2013/14                                       | Naea Bennett Emiliano Tade             | AS Pirae Auckland City FC         | 6    |
| 2014/15                                       | Saula Waqa                             | Ba FC                             | 5    |
| 02016                                         | João Moreira                           | Auckland City FC                  | 5    |
| 02017                                         | Tom Jackson João Moreira Ryan De Vries | Team Wellington Auckland City FC  | 6    |
| 02018                                         | Angus Kilkolly Emiliano Tade           | Team Wellington Auckland City FC  | 8    |
| 02019                                         | Ross Allen                             | Team Wellington                   | 11   |
| 02020                                         | abgebrochen...                         |                                   |      |
| 02021                                         | nicht ausgetragen...                   |                                   |      |
| 02022                                         | Teaonui Tehau                          | AS Vénus                          | 4    |
| 02023                                         | Ryan De Vries                          | Auckland City FC                  | 5    |
| 02024                                         | Germain Haewegene                      | AS Magenta                        | 5    |
| 02025                                         | Hudson Oreinima                        | Central Coast FC                  | 5    |
| Jeweiliger Sieger des Wettbewerbs Rekordmarke |                                        |                                   |      |